# Assassin’s Creed II
Assassin’s Creed II (dt.: Credo des Assassinen) ist ein erstmals 2009 veröffentlichtes Computerspiel von Ubisoft für Xbox 360, PlayStation 3, Microsoft Windows und macOS, zusätzlich existiert ein Ableger von Gameloft für Mobiltelefone. Es handelt sich um den von Ubisoft Montreal entwickelten Nachfolger von Assassin’s Creed, der den Schauplatz aus dem mittelalterlichen Palästina in das Italien der Renaissance verlegt. Der Titel ist dem Action-Adventure-Genre zuzuordnen und enthält zudem einzelne Rollenspielelemente. Die Handlung wurde mit Assassin’s Creed: Brotherhood (2010) und Assassin’s Creed: Revelations (2011) in zwei eigenständig spielbaren Ablegern fortgeführt, bevor 2012 mit Assassin’s Creed III ein neues Szenario eingeführt wurde.

## Handlung

### Haupthandlung
Die Handlung beginnt unmittelbar nach dem Ende des ersten Teils. Desmond Miles wird von Lucy Stillman aus dem Abstergo-Gebäude in Rom in einen nahegelegenen sicheren Unterschlupf gebracht, wo er ihr Assassinen-Team, bestehend aus dem Analytiker Shaun Hastings und der Technikerin Rebecca Crane, kennenlernt. Sie haben ihre eigene, verbesserte Version des Animus („Animus 2.0“) entwickelt und wollen nun diesen verwenden, um Desmond durch den sogenannten „Sickereffekt“, der dem Benutzer die rasante Erlernung der Fähigkeiten ihrer Vorfahren ermöglicht, zum Assassinen ausbilden zu lassen. Dazu taucht er in die Erinnerungen des Assassinen Ezio Auditore da Firenze ein, der im späten 15. Jahrhundert zur Zeit der Renaissance in Italien lebte. Ezios Vater ist der Direktor des internationalen Bankhauses in Florenz, insgeheim Assassine und Vertrauter von Lorenzo il Magnifico und erledigt für ihn diverse Geheimaufträge.
Kurz nach Beginn der Handlung um das Jahr 1476 werden Ezios Brüder und sein Vater verhaftet. Ezio erklimmt den Gefängnisturm, in dem sein Vater eingesperrt ist, und erhält von ihm Informationen über einen geheimen Raum im Büro des Hauses der Familie Auditore und die Anweisung, dass er alles an sich nehmen solle, was sich in der darin stehenden Kiste befindet. Ezio folgt den Anweisungen und gelangt so, mithilfe seines Adlerauges, an die Ausrüstung eines Assassinen. Am Tag darauf werden sein Vater und seine Brüder gehängt. Ezio erkennt, dass Uberto Alberti, eigentlich ein Vertrauter der Familie Auditore, Ezios Vater verraten hat. Danach nimmt das Hausmädchen der Familie Auditore den jungen Ezio und dessen Mutter und Schwester bei ihrer eigenen Schwester Paola auf, weil sie im Hause Auditore nicht mehr sicher sind. Anschließend trifft er auf den jungen Leonardo da Vinci, der eine von den Auditore finanzierte Werkstatt in Florenz besitzt.
Als Ezio mit seiner übrigen Familie in die Toskana, nach Monteriggioni zu seinem Onkel, flüchten will, wird er auf dem Weg von einigen Söldnern der Pazzi-Familie, die mit den Medici um die Macht in Florenz konkurrieren, aufgehalten. Sein Onkel Mario kommt ihm zu Hilfe und nimmt die Fliehenden mit in die heruntergekommene Villa der Auditore. Die Villa hat im Laufe des Spieles eine wichtige Bedeutung, da man diese im Folgenden ausbauen und bewirtschaften kann.
Im weiteren Verlauf der Handlung reist Ezio auch durch Forlì, Venedig und die Vatikanstadt, wobei allmählich klar wird, dass die Verschwörung, der Ezios Vater zum Opfer fiel, bis in die höchsten Kreise reicht. Ezio ist tatsächlich ein Assassine und wird von seinem Onkel Mario und weiteren Gefährten ohne sein Wissen ausgebildet. Nach und nach muss Ezio folgende Attentate ausüben: den Anwalt Uberto Alberti in Florenz, den Adeligen Vieri de’ Pazzi in San Gimignano, den Bankier Francesco de’ Pazzi in Florenz, den Bankier Bernardo di Bandino Baroncelli in San Gimignano, den Mönch Stefano da Bagnone in San Gimignano, den Erzbischof Francesco Salviati in San Gimignano, den Mönch Antonio Maffei da Volterra in San Gimignano, den Adeligen Jacopo de’ Pazzi in San Gimignano, den Kaufmann Emilio Barbarigo in Venedig, das Ratsmitglied Carlo Grimaldi in Venedig, den Dogen Marco Barbarigo in Venedig, den Leibwächter Dante Moro in Venedig, den Richter Silvio Barbarigo in Venedig, den Kreditgeber Checco Orsi in Forlì, den Kreditgeber Ludovico Orsi in Forlì, den Mönch Girolamo Savonarola in Florenz.
Sein letztes Ziel, Rodrigo Borgia, der inzwischen Papst Alexander VI. geworden ist, findet Ezio 1499 in der Vatikanstadt. Im entscheidenden Kampf offenbart Borgia, dass er nur Zugang zum Edenapfel wollte, da er dachte, er sei der Prophet und könne die Gruft mit dem Edenapfel und dem Edenstab öffnen. Ezio gewinnt den Kampf, tötet Borgia jedoch nicht, weil sein Ziel, ihn aufzuhalten und zu verhindern, dass er die Gruft öffnet, erfüllt war und er auf seinem Weg dorthin schon genügend Menschen das Leben genommen hat. Es stellt sich heraus, dass er der Prophet ist, der den Edenapfel, welcher in der Handlung hart erkämpft wird, und den Edenstab zusammenführen und zur geheimen Kammer, der Gruft, bringen soll. In der Kammer trifft Ezio auf ein Hologramm von Minerva, die erklärt, dass sie und ihre Rasse Teil einer fortschrittlichen Gesellschaft, der Ersten Zivilisation, waren, welche vor über 75.000 Jahren auf der Erde lebte und einst die Menschheit erschuf. Eine große Katastrophe, ausgelöst durch einen gewaltigen Sonnensturm, löschte die Zivilisation aus, und die Überlebenden bauten ein Netzwerk aus verborgenen Tempeln auf der ganzen Welt, um ihre Technologie zu bewahren. Minerva warnt Ezio, dass auch der Menschheit eines Tages die gleiche Katastrophe widerfahren würde. Anschließend spricht sie Desmond namentlich an und teilt ihm mit, dass sie alles getan hat und der Rest nun seiner Verantwortung obliege.
Nach Minervas Warnung steigt Desmond aus dem Animus aus, während sich die anderen Assassinen zum Aufbruch bereit machen, da das Versteck in Rom von den Templern entdeckt wurde. Lucy gibt Desmond eine versteckte Klinge und die beiden flüchten in die Garage, wo sie auf Warren Vidic und Abstergo-Sicherheitspersonal treffen, mit denen sie sich einen erbitterten Kampf liefern. Dabei stellt Desmond auch seine innerhalb kurzer Zeit erlernten Fähigkeiten unter Beweis. Nachdem die Assassinen den Kampf gewinnen, entkommt Warren Vidic. Kurz darauf flieht auch Desmond mit den anderen in einem Van aus dem Versteck.
Während des Abspanns hört man Lucy mit Desmond darüber reden, dass Minervas Worte im Animus ihre Theorie bestätigt und der Menschheit tatsächlich Gefahr durch eine bevorstehende Sonneneruption mit anschließender geomagnetischer Polumkehr droht.

### Die Wahrheit
Im Verlauf des Spiels stößt der Protagonist auf verschiedene Symbole (Glyphen), mit denen er eine Art Minispiel aktiviert, in dem man verschiedene kleine Rätsel lösen muss. Durch jede erfolgreich absolvierte Aufgabe schaltet der Spieler kurze Teile eines Videos frei. Das vollständige Video zeigt Adam und Eva beim Stehlen des heiligen Apfels – einem der Edensplitter – aus einer fabrikähnlichen Umgebung. Es zeigt außerdem, dass die Menschheit von jenen, die vorher kamen (Minerva, Juno und Jupiter) versklavt und zur Arbeit gezwungen wurde und es durch Adams und Evas Diebstahl zum Sündenfall und zur Vertreibung aus dem Garten Eden kam. Gegen Ende des Videos werden die beiden ertappt, und man erkennt, dass es sich um einen Binärcode in Form des heiligen Apfels handelt.

## Spielprinzip und Technik
Wie im ersten Teil besteht die Aufgabe für den Spieler vorwiegend darin, Kämpfe zu absolvieren, auf Gebäude zu klettern und bestimmte Attentate auszuführen. Dafür wurde das bisherige Spielprinzip stark erweitert: so stehen dem Protagonisten mit fortschreitender Handlung neue Rüstungen und Waffen, wie z. B. eine zweite versteckte Klinge, eine Giftklinge, eine Pistole und Wurfmesser zur Verfügung. Zudem spielt eine Währung (Florin) eine wichtige Rolle, da der Spieler mit ihr bei verschiedenen Händlern seine Ausrüstung verbessern und personalisieren oder aber zur Ablenkung einfach auf den Boden werfen kann. Des Weiteren können nun verschiedene Fraktionen wie Kurtisanen, Diebe oder Schläger angeheuert werden, die den Spieler auf unterschiedliche Arten bei seiner Mission unterstützen. Außerdem gibt es mehr Nebenaufgaben, wie Attentate, Rennen oder das Plündern von versteckten Gräbern zu erledigen. Auch der gesellschaftliche Status Ezios spielt wieder eine Rolle: sollte er z. B. jemanden offen angreifen oder bestehlen, steigt sein Bekanntheitsgrad in der Stadt und damit die Wahrscheinlichkeit, von den Wachen bemerkt zu werden. Dies kann der Spieler aber durch das Entfernen von Steckbriefen, das Bestechen von Herolden oder durch die Tötung von Amtspersonen verringern.
Assassin's Creed II enthält zahlreiche Elemente eines Open-World-Spiels, aber auch einige Rollenspiel-Elemente; so kann man etwa das Aussehen des Assassinen Ezio durch verschiedene Kleidungsstücke individualisieren. Auch haben die verschiedenen Waffenklassen wie Schwerter, Dolche, Stangen- und Schlagwaffen unterschiedliche Attribute.

## Produktionsnotizen

### Musik
Der Soundtrack zu Assassin’s Creed II wurde von Jesper Kyd komponiert. Aufgenommen wurde er von Capitol Records mit einem 35 Personen umfassenden Streicherensemble und einem 13 Sänger starken Chor; zusätzlich trug Melissa Kaplan einige Gesänge bei. Der Soundtrack wurde am 16. November 2009 als Download veröffentlicht.

### Synchronisation
| Rolle              | Deutscher Sprecher      |
| ------------------ | ----------------------- |
| Desmond Miles      | Thomas Friebe           |
| Lucy Stillman      | Susanne Dobrusskin      |
| Shaun Hastings     | Philipp Scheppmann      |
| Rebecca Crane      | Michaela Breit          |
| Subjekt 16         | Fritz Rott              |
| Dr. Warren Vidic   | Rainer Delventhal       |
| Ezio Auditore      | Markus Pfeiffer         |
| Giovanni Auditore  | Tom Vogt                |
| Maria Auditore     | Edda Fischer            |
| Frederico Auditore | Lars Schmidtke          |
| Claudia Auditore   | Susanne Dobrusskin      |
| Petruccio Auditore | Susanne Dobrusskin      |
| Mario Auditore     | Helmut Krauss           |
| Leonardo da Vinci  | Simon Jäger             |
| La Volpe           | Stefan Margenfeld       |
| Christina Vespucci | Brit Gülland            |
| Giovanni Mocenigo  | Helmut Krauss           |
| Rodrigo Borgia     | Volker Wolf             |
| Uberto Alberti     | Hans Bayer              |
| Emilio Barbarigo   | Hans Bayer              |
| Silvio Barbarigo   | Hans-Gerd Kilbinger     |
| Jacopo de Pazzi    | Ernst-August Scheppmann |
| Francesco de Pazzi | Thomas Balou-Martin     |
| Vieri de Pazzi     | Torsten Sense           |
| Minerva            | Martina Treger          |

Die Lokalisation des Spiels erfolgte durch die mouse-power GmbH.

### Veröffentlichung
Assassin’s Creed II erschien gleichzeitig für PlayStation 3 und Xbox 360 im November bzw. Dezember 2009. Neben einer Standardversion, die nur aus der Spiele-DVD besteht, wurden zudem zwei Sonderausgaben aufgelegt: Die White Edition enthält neben der Spiele-DVD eine etwa 30 cm große Kunstharz-Statue der Hauptfigur Ezio Auditore und bietet eine exklusive, zusätzliche Mission im Spiel. Die Black Edition enthält eine veränderte Version der Statue, eine Bonus-DVD inklusive Soundtrack, ein Buch mit Artworks über die Verschwörungsgeschichte im Spiel sowie drei weitere Zusatzmissionen. Auch die Umsetzung für Windows erschien im März 2010 in allen drei Varianten. Außerdem erschien im November 2009 eine Version für diverse Mobiltelefone.
Die Veröffentlichung wurde zudem durch eine Kurzfilmreihe begleitet, die den Namen Assassin’s Creed: Lineage trug. Lineage erzählt die Geschichte von Giovanni Auditore da Firenze, dem Vater der Spiele-Hauptfigur Ezio, sowie die der Assassinen und wie diese mit der Fürstenfamilie verbunden sind. Die Filme wurden auf YouTube und MTV gezeigt.
Am 17. November 2016 wurde Assassin’s Creed: The Ezio Collection für Xbox One und PlayStation 4 veröffentlicht. Diese beinhaltet neben Teil zwei auch Brotherhood und Revelations in grafisch überarbeiteter Fassung inklusive aller zuvor kostenpflichtig erhältlichen Zusatzinhalte sowie die Kurzfilme Lineage und Embers.

### Kopierschutz der PC-Version
Assassin's Creed II verwendet als eines der ersten Spiele des Publishers Ubisoft einen Kopierschutz, der eine Bindung des mit dem Spiel erworbenen Aktivierungscodes an ein Benutzerkonto erfordert. Dabei muss sich der Spieler vor jedem Spielstart einloggen und während des Spielens muss eine dauerhafte Internetverbindung zum Authentifizierungsserver bestehen. Daraufhin riefen viele Spieler zum Boykott des Spiels auf und auch die Presse übte deutliche Kritik. So würden Spieler ohne oder mit instabiler Internetverbindung (z. B. über UMTS) ausgeschlossen und der Wiederverkauf durch die unwiderrufliche Kontenbindung erheblich erschwert.
Ubisoft hingegen verteidigte den Kopierschutz mehrfach und wies darauf hin, dass man als einzige Alternative sehe, den PC als Spiele-Plattform aufzugeben. Außerdem wies man auf die Vorteile für den Spieler hin. So muss nicht wie bei vielen anderen Spielen die Spiel-DVD im Laufwerk liegen, und es ist möglich, seine Spielstände online abzulegen. Kurz nach Erscheinen des Spiels veröffentlichte Ubisoft außerdem einen Patch, durch den das Spiel bei einem Abbruch der Internet-Verbindung nach deren Wiederherstellung direkt fortgesetzt werden kann und kein Neustart ab dem letzten Speicherpunkt mehr notwendig ist. Allerdings darf das Spiel zwischenzeitlich nicht geschlossen werden.
Viele Kritiker fühlten sich zudem dadurch bestätigt, dass bereits in den ersten Wochen nach Veröffentlichung des Spiels mehrfach die Authentifizierungsserver ausfielen und somit ein Spielen für mehrere Stunden nicht möglich war. Als Entschädigung bot Ubisoft den Besitzern der Black Edition ein älteres Spiel des eigenen Portfolio als Gratis-Download an; Besitzer der anderen Editionen erhielten kostenlos die drei Bonusmissionen der Black Edition.
Anfang 2011 wurde der Kopierschutz durch einen Patch gelockert und erfordert nun keine permanente Internetverbindung mehr.

### Zusätzliche Inhalte
Am 28. Januar 2010 erschien der erste zusätzliche Inhalt mit dem Titel Die Schlacht um Forli. Am 18. Februar folgte der zweite Inhalt mit dem Titel Fegefeuer der Eitelkeiten. Es ist außerdem möglich, Fegefeuer der Eitelkeiten gemeinsam mit den drei Bonus-Leveln der Black Edition zu erwerben. Beide Inhalte sind über Xbox Live und PlayStation Network erhältlich. In der PC-Fassung sowie in der Neuauflage der „Ezio Collection“ sind sie bereits in der Verkaufsversion enthalten.

## Rezeption
Die ersten Kritiken diverser Fachzeitschriften fielen durchweg positiv aus. Laut Metacritic erzielt es bei 70 ausgewerteten Rezensionen das Gesamtergebnis 91 %. Gelobt wurde, dass es im Gegensatz zu dem Vorgänger mehrere Arten von Missionen gibt. Als Kritikpunkt wird die recht kurze Haupthandlung genannt. Dies werde aber durch eine erhöhte Anzahl von Nebenmissionen ausgeglichen.
Von vielen Spielern wurde kritisiert, dass anscheinend zwei bereits zur Veröffentlichung des Hauptspiels weitgehend fertiggestellte Inhalte aus dem Spiel entfernt wurden, um sie nachträglich als kostenpflichtigen Download zu verkaufen. Der Publisher hat dies zwar bestätigt, gibt jedoch an, dass das Hauptspiel dennoch über ein sehr gutes Preis-Leistungs-Verhältnis verfüge. Spieler und Presse bemängelten außerdem bereits im Vorfeld den restriktiven Kopierschutz der PC-Version, der ihrer Ansicht nach die Attraktivität des Spiels erheblich einschränkt.
Auch die Handyversion des Spiels wurde gänzlich positiv bewertet. So erhielt sie auf Airgamer.de 91 % Spielspaßbewertung und sogar den Airgameraward für das beste Handyspiel des Jahresquartals. Bei Testfreaks.de erhielt das Spiel 9,5 von 10 Punkten. Besonders positiv hervorgehoben wurden dabei die für ein Handyspiel lange Kampagne sowie Grafik und Ton. Außerdem übertraf sie auf jeder einbezogenen Testseite in der Wertung den Vorgänger.